# Berteroella
Berteroella é um género botânico pertencente à família Brassicaceae.